# Андреас Ембірикос
Андреас Ембірикос (грец. Ανδρέας Εμπειρίκος; 2 вересня 1901, Браїла, Румунія — 3 серпня 1975, Афіни) — грецький поет-сюрреаліст, літературний критик, фотограф, психоаналітик.

## Біографія
Походив з заможної родини судновласників. Навчався на філософському факультеті Афінського університету, вивчав англійську філологію в Кінгс-коледжі. Певний час проживав в Лозанні з матір'ю, яка переїхала туди після розлучення з батьком поета.
З психоаналізом познайомився в 1926 р. в Парижі, де познайомився в Рене Ляфоргом та іншими відомими французькими психоаналітиками. Після повернення до Греції 1931 р. працював в компанії свого батька, але згодом вирішив присвятити себе літературі. В 1936 р. виступає з публічною лекцією «Про сюрреалізм», знаменує появу цього напряму в грецькій літературі. Знайомиться з Одіссеасом Елітисом, ранній період творчості якого проходить під впливом поглядів А.Ембірикоса.
З 1936 р. розпочинає власну психоаналітичну практику (був визнаний практикуючим психоаналітиком Міжнародною психоаналітичною асоціацією). На основі своєї практики підготував кілька досліджень, зокрема, «Випадок обсессивного неврозу, що супроводжується передчасною еякуляцією» (Un cas de névrose obsessionnelle avec éjaculations précoces, Revue Française de Psychanalyse, т. XIV, вип. 3, Липень-Вересень 1950, с. 331—366).
Під час Другої світової війни та окупації перебуває а Афінах, де гуртує навколо себе інтелектуалів з прогресивними поглядами. Під час «грудневих подій» 1944 р., що стали прологом до громадянської війни 1946-49 рр., письменника заарештовує ОПЛА (загони безпеки комуністичної партії Греції, основною функцією яких були політичні «чистки»), але поету вдалося втекти з-під арешту. Цей епізод, втім, не позначився на політичних переконаннях А.Ембірикоса, який підтримував лівий рух, а в 1962 р. відвідав СРСР. На основі вражень від поїздки А.Ембірикос створює поему «Ес Ер Ес Ер Росія».
Після смерті поета було видано його роман «Анатолікос Великий» («Корабель насолоди»), що був сприйнятий неоднозначно та викликав велику дискусію, зокрема, засудження за порнографізм та аморальність; прихильники творчості А.Ембірикоса наголошують, що роман являє «анатомію сексуальності» і виступає проти моралі як репресивної інституції.
2001 Міністерство культури Греції оголосило «роком Ембірикоса».

## Творчість
Яскравий представник Покоління 1930-х років. Надзвичайний вплив на його творчість справили маніфести французького сюрреалістичного руху, укладені Андре Бретоном. Зокрема, А. Ембірикосу як психоаналітикові-практику припала до душі теорія про вивільнення фройдівського несвідомого, позбавленого впливу різних табу та моральних засад, які суспільство нав'язує індивідові. Завдяки використанню техніки «автоматичного письма» А. Ембірикос, як і інші представники сюрреалістичної течії, фіксував на папері потік своєї свідомости, який зі зрозумілих причин важко звіршувати. Тому критики досі сперечаються щодо видового визначення його творів. Більшість називає твори, що увійшли до його першої програмної збірки «Домна» (1935) і до збірки «Октана» (1980) поезією в прозі. Тоді як другу, більш зрілу збірку «Внутрішні обрії» (вийшла 1945, хоч містить поезії, написані протягом 1934−37), як і повоєнну збірку «Усі покоління людей або Сьогодні як завтра і як вчора» (1984) характеризує наявність ритмічної структури поезій, логічної та формальної зв'язности.
Сюрреалізм у Греції порівняно з Францією та іншими країнами мав ширші часові рамки. Дослідники пояснюють це тим, що засади такого позареального письма взагалі притаманні грецькій літературі, а А. Ембірикос казав, що ще до ознайомлення з маніфестами А. Бретона мріяв коли-небудь досягти того, щоб слова спадали на папір прекрасним водоспадом. І в повоєнний час А. Ембірикос єдиний у Греції продовжує служити мистецтву парадоксу, у зв'язку з чим його порівнюють із Сальвадором Далі. До того ж, більшість творів, що поет написав у повоєнний час, були видані вперше лише після його смерти.
На перший погляд, поезії А. Ембірикоса позбавлені сенсу, але як і в снах, тут є повторювані мотиви, слова-ключі. Вони є вираженням чистої свободи: свободи сексуальної, мовної, віршувальної, свободи від різних часових та просторових обмежень. Основним мотивом творів поета є подорож. А. Ембірикос блукає стежками свого підсвідомого вглиб себе, він шукає Новий Світ, у якому не буде жодних сексуальних обмежень, гедоністичний утопічний рай.
Квінтесенцією таких його шукань є восьмитомний роман «Мегас Великий» («Корабель насолоди»), над яким автор працював упродовж 1945−70 років, а перші два томи якого побачили світ лише в середині 1990-х, ставши одразу бестселером. Між іншим, це найбільший роман, написаний будь-коли грецькою мовою.
Мова поезій А. Ембірикоса теж є своєрідним потоком слів, де змішалися катаревусіянівські (архаїчні) форми кінця ХІХ ст., кліше, характерні для публіцистики, наукова термінологія, а також авторські новотвори.

## Твори
Поезія, проза:
- «Домна» (Υψικάμινος)
- Внутрішні обрії (Ενδοχώρα (1934—1937))
- Письмові твори або особиста мітологія (Γραπτά ή Προσωπική Μυθολογία (1936—1946))
- «Октана» (Οκτάνα)
- «Усі покоління людей або Сьогодні як завтра і як вчора» (Aι γενεαί πάσαι ή Η σήμερον ως αύριον και ως χθες)
- «Мегас Анатолікос» (Ο Μέγας Ανατολικός)
- «Обереги кохання та махін: Арго або плавання аеростата» (Τα χαϊμαλιά του έρωτα και των αρμάτων: Αργώ ή Πλους αεροστάτου)
- «Ес Ер Ес Ер Росія» (Ες Ες Eς Ερ Ρωσσία)

Дискографія:
- Ембірикос читає Ембірикоса («Διόνυσος» 1964)
- Ембірикос читає Ембірикоса ІІ («Διόνυσος» 1979)
- Янніс Царухіс читає Кавафіса в гостинах ув Андреаса Ембірикоса («Άγρα» 2004)